# Clube Esportivo Bento Gonçalves
Clube Esportivo Bento Gonçalves, beter bekend als kortweg Esportivo is een Braziliaanse voetbalclub uit Bento Gonçalves in de staat Rio Grande do Sul. 

## Geschiedenis
De club werd opgericht in 1919. De club speelde vanaf 1963 in de tweede divisie van het Campeonato Gaúcho. In 1971 speelde de club voor het eerst in de hoogste klasse. In 1979 werd de club vicekampioen in het staatskampioenschap, achter Grêmio. De club was een vaste waarde in de hoogste klasse op een paar seizoenen na. Na de degradatie van 2014 verbleef de club enkele seizoenen in de tweede klasse tot ze in 2019 opnieuw promoveerden. 